# Венгерская хижина
«Венгерская хижина, или Знаменитые изгнанники» — героико-романтический (в Лондоне) и трагикомический (в России) 4-актный балет французского композитора Антуана Венюа, впервые поставленный французским же балетмейстером Шарлем Дидло в Лондоне в 1813 году.

## История создания
Данный балет был не первым случаем сотрудничества Венюа и Дидло на лондонской сцене. Вместе они создали несколько балетных представлений. Идея создания балета «Венгерская хижина» принадлежала Дидло, который явился и автором сценария, и постановщиком.
В основу сюжета балета положены события восстания под руководством реального национального венгерского героя — графа Ференца Ракоци, руководителя национально-освободительной войны венгерского народа против владычества Габсбургов в 1703—1711 годах. Жанр произведения — героико-романтический балет, поднимающий образ борцов за свободу. Содержание балета таково: герой-граф и его сподвижники, боровшиеся против австрийского императора Леопольда, были побеждены и вынуждены скрываться в маленькой тесной хижине отставного солдата Родриго, тоже раньше служившего под командованием графа Рагоцкого (Ракоци). Граф был вынужден бежать и закончил свои дни в эмиграции.
Премьера балета прошла в Лондоне в 1813 году. Об этой постановке информации сохранилось очень мало — в источниках даже не названы исполнители главных партий.
На этом история балета не закончилась. Через некоторое время Дидло был вновь приглашён в Россию (он уже работал в императорской балетной труппе Санкт-Петербурга, но был уволен перед началом войны с Наполеоном) и в 1816 году вторично возглавил петербургскую императорскую балетную труппу, а в 1817 году воскресил в Большом Каменном театре «Венгерскую хижину» с музыкой Венюа. Первое русское представление балета прошло 17 декабря 1817 года: художники С. П. Кондратьев (декорации) и Бабини (костюмы); в главных партиях: граф Рагоцкий — Огюст, его жена — Е. И. Колосова, Муска — А. А. Лихутина (Люстих), Ульрик — Н. О. Гольц, венгерский дворянин — Яков Люстих, венгерская дама двора Леопольда — М. Н. Иконина.
Однако в новой российской постановке балет претерпел изменения, в результате превратившись из героико-романтического в трагикомический: подлинные исторические события, высказанные языком танца, были по цензурным соображениям заменены на русской сцене измышлениями. Это было вызвано тем, что Россия с 1815 года была связана с Австрией Священным союзом, и один из Габсбургов — глава государства и, соответственно, один из поработителей Венгрии Франц II, король Германии, император Австрии, король Богемии и Венгрии — являлся союзником Александра I. Возвышенный образ героев, боровшихся за свободу, на русской сцене был исключён, и в новой постановке образы борца Ракоци и его сподвижников оказались приниженными, бытовыми, подчас даже ироничными, в то время как противоположенный образ императора Габсбурга нёс в себе высокие нравственные черты, а финал спектакля представлял собой умильную сцену прощения благородным императором провинившегося графа-смутьяна. В новой редакции упор делался не столько на сюжет, сколько на танцевальные дивертисменты, главным атрибутом которых стали венгерские пляски.
Успех постановки на русской сцене был безусловным, спектакль был дан около 100 раз — такое количество представлений для начала XIX века было немалым: зрители представляли собой небольшой слой столичной аристократии и их количество мало менялось. Вот что писали рецензенты «Вестника Европы»: «„Венгерская хижина“ стоит того, чтобы очинить перо получше и написать что-нибудь дельное, как о драме сего превосходного балета, так и об историческом лице — славном Рагоцком, но ещё не пора говорить много…».
Вл. Греков («Большая биографическая энциклопедия») тоже хвалил балет, отмечая «"Венгерскую хижину", выдержавшую около 100 представлений, как по своему интересному содержанию и красоте, так и по выдающемуся исполнению главных ролей Огюстом и Колосовой».
Ученик Шарля Дидло, балетмейстер Адам Глушковский перенёс постановку в Москву, где балет «Венгерская хижина» впервые прошёл 3 ноября 1819 года в исполнении артистов московской императорской труппы. Главную партию графа Рагоцкого исполнил сам Глушковский, а партию жены графа — жена А. Глушковского Т. И. Глушковская; помимо них, в ролях были: И. Лобанов, Ж. Ришард, Д. Ришард, И. И. Эбергардт (бывший педагог А. Пушкина по Царскосельскому лицею), Ленский, А. Карасёв и П. М. Щепин.
И в Санкт-Петербурге, и в Москве балет «Венгерская хижина» был долгожителем. Позже на петербургской сцене в нём участвовали А. А. Шемаева, Д. С. Лопухина (графиня Рагоцкая), О. Т. Шлефохт (Муска). 22 февраля 1853 года постановка балета была возобновлена в оркестровке К. Н. Лядова; исполнители: граф Рагоцкий — Н. О. Гольц, его жена — Е. А. Андреянова, Муска — К. Гризи.
В Москве с постройкой Большого театра (1825 год) балет был перенесён на его сцену. Кроме того, артисты московской императорской труппы давали представления и на других городских сценических площадках. 13 июля 1830 года представление шло в московском Нескучном саду. Оно вошло в историю, потому что одним из зрителей его был находившийся в Москве А. С. Пушкин. Там же он встретился с М. Н. Загоскиным, управляющим Конторой дирекции московских театров. Получилось так, что Пушкин уже на следующий день после посещения спектакля взял на себя ходатайство об устройстве в московскую императорскую труппу скрипача Артемия Мардарьевича Щепина, родного брата исполнителя небольшой партии австрийского императора в «Венгерской хижине» П. М. Щепина, и 14 июля 1830 года с письмом по этому поводу обратился к Загоскину, поминая их совместное посещение спектакля накануне. Известно, что просьба поэта была выполнена.
Что касается балета, то с середины XIX столетия он больше на сцене не ставился.